# Euvelgunne of de Groote Meeuwerderpolder
Euvelgunne of de Groote Meeuwerderpolder is een voormalig waterschap in de Nederlandse provincie Groningen.
De polder lag ten oosten van de stad Groningen. De noordgrens lag bij het Eemskanaal, de oostgrens bij de Oude Hunze, de zuidgrens lag ongeveer op de plek waar nu de Hooghoudtstraat ligt, en de westgrens lag bij het Winschoterdiep. De polder had een molen midden in het gebied, die uitsloeg op het Euvelgunnermaar, die uitkwam op het (Oude) Winschoterdiep. Het noordelijke deel van het schap, met de naam de Meeuwen of de Meeuwert werd vanwege zijn hoge ligging niet bemalen. 
Waterstaatkundig gezien ligt het gebied sinds 2000 binnen dat van het waterschap Hunze en Aa's.

## Naam
Euvelgunne is het dorp aan de oostzijde van de polder. De Meeuwerd is de naam van het oostelijke, tegen de stad aangelegen deel, genoemd naar de daar veelvuldig verblijvende meeuwen. De Meeuwerderweg in Groningen was ooit de toegangsweg tot het gebied.